# Рачоппи, Антони
Антони Рачоппи (фр. Anthony Racioppi; 31 декабря 1998, Женева, Швейцария) — швейцарский футболист, вратарь клуба «Халл Сити», выступающий на правах аренды за клуб «Кёльн».

## Клубная карьера
Антони Рачоппи дебютировал в Лиге 1 8 октября 2020 года за «Дижон» в матче против «Меца».
10 января 2022 года Рачоппи подписал 3,5-летний контракт со швейцарским клубом «Янг Бойз». Антони дебютировал в Суперлиге 29 января 2022 года в матче против Лугано и отыграл матч без пропущенных голов.

## Международная карьера
Антони Рачоппи дебютировал за молодёжную сборную Швейцарии 16 ноября 2018 года в товарищеской игре против сборной Франции до 20 лет.